# Maga lesz a férjem
A Maga lesz a férjem 1937-ben bemutatott fekete-fehér, romantikus, magyar vígjáték Ágay Irén, Jávor Pál, és Kabos Gyula főszereplésével.

## Történet
|  | Alább a cselekmény részletei következnek! |

Margit egy tengerparti nyaralás során, ahová unokatestvérével és barátnőjével, Veronikával utazott, rájön, hogy a férfiak inkább a férjes asszonyok társaságát keresik, ezért amikor az üdülőhelyről látja eltávozni dr. Dobokay Gábor ügyvédet, később az ő feleségeként mutatkozik be. Így megismerkedik egy gazdag, amerikai fiúval, Bobbyval, aki komolyan udvarolni kezd neki.
Egy nap Bobby váratlanul megkéri a kezét. Margit igent mond, de megijed, amikor Bobby el akar menni a „férjéhez", hogy engedje elválni a feleségét, hogy ő elvehesse. Margit ettől visszatartotta, és elhatározza, hogy mindent elmond Dobokaynak, és a segítségét kéri. Azt szeretné, ha eljátszaná, hogy ő a férje és „elválna tőle". Dobokay azonban először elutasítja a kérést. Ekkor váratlanul megérkezik Bobby, és azt kéri Gábortól, hogy váljon el a nejétől. Ő ezúttal beleegyezik a válásba, de nagyon megtetszik neki Margit. Szerelme nem marad viszonzatlan. Margit igencsak különös teremtés: beleszeret a „férjébe”. Ezt Veronika ismeri fel, akitől a férjes asszonynév használatának ötlete származott (bár ő maga nem alkalmazta).
Bobbynak nézeteltérése támad Margit édesapjával, dr. Balogh Elemér elmeorvossal. Ezért úgy dönt, visszaköltözteti leendő feleségét Dobokayhoz, de kénytelen őt Gábor vidéki házába vinni, ugyanis ő éppen ott tartja az eljegyzését Mimivel.
Bobby megzavarja az eljegyzést azzal az általa igaznak hitt információval, hogy Dobokaynak felesége van. Erre a bejelentésre Mimi és családja elvonul, Dobokay pedig egyedül marad „feleségével", Margittal.
Megérkeznek Margit szülei: édesapja, mint elmeorvos, bolondnak tartja mind Bobbyt, mind Dobokayt, ezért egyikhez sem hajlandó hozzáadni a leányát. Végül felesége elmagyarázza neki a dolgokat, és ő beleegyezik Dobokay és Margit házasságába.
|  | Itt a vége a cselekmény részletezésének! |

## Szereplők
- Ágay Irén – Margit
- Jávor Pál – Dr. Dobokay Gábor, ügyvéd
- Kabos Gyula – Dr. Balogh Elemér elmeorvos (Margit édesapja)
- Csortos Gyula – Szilveszter, Dobokay inasa
- Kiss Manyi – Veronika, Margit barátnője
- Hajmássy Miklós – Bobby, „amerikai” magyar
- Sulyok Mária – Mimi, akinek Dobokay eredetileg udvarol
- Vízvári Mariska – Emma (Dr. Balogh Elemér felesége)
- Petheő Attila – Mimi édesapja
- Tapolczay Gyula – cigányprímás
- Dezsőffy László – beteg

További szereplők: Berky József, Erdős Ilona, Sárosy Andor